# Thomas Stafford
Thomas Patten Stafford (Weatherford, Oklahoma, 1930. szeptember 17. – 2024. március 18.) amerikai űrhajós.
1962-ben a második amerikai csoport tagjaként kezdte meg az űrhajóskiképzést.

## Repülések
(zárójelben a repülés időszaka)
- Gemini–6A (1965. december 15. – 1965. december 16.)
- Gemini–9A (1966. június 3. – 1966. június 6.)
- Apollo–10 (1969. május 18. – 1968. május 26.)
- Apollo-ASTP / Szojuz–Apollo-program (1975. július 15. – 1975. július 24.)

### Gemini–3
Az első többszemélyes amerikai űrhajó, a Gemini–3 tartalék pilótája volt Stafford 1965. márciusában.

### Gemini–6A
Stafford a Gemini–6A pilótája, társa Walter Schirra parancsnok volt. Az űrhajó küldetése eredetileg az első dokkolás lett volna a világűrben, azonban az Agena céltárgy (GATV-5002) 1965. október 25-én a fellövést követő hatodik percben megsemmisült. Eközben a Gemini legénysége már az űrhajóban beöltözve várta a saját fellövését.
A módosított terv szerint a – Gemini–6-ról időközben Gemini–6A-ra átnevezett – küldetésnek találkoznia kellett a világűrben a Gemini–7-tel. A teljes utazás 25 óra 51 perc 24 másodpercig tartott. A két Gemini kabin 30 centiméterre közelítette meg legjobban egymást.

### Gemini–9A
A Gemini–9A eredeti legénységének (Charles Bassett és Elliot See) 1966. február 28-i halála után a tartalék legénység – Thomas Stafford parancsnok és Eugene Cernan pilóta – repült.
A küldetés célja az Agena dokkolási rakétafokozatot helyettesítő ATDA céltárggyal való összekapcsolódás. Ez a művelet sikertelen maradt, mert az űrrandevú közben a legénység észrevette, hogy az ATDA-ról nem vált le teljesen a dokkolószerkezetet az indítás alatt védő burkolat. Ezt követően Cernan végrehajtotta a második amerikai űrsétát.

### Apollo–7
Stafford az első emberes Apollo-küldetés (a tragikus sorsú Apollo–1-et leszámítva), az Apollo–7 tartalék parancsnoka.

### Apollo–10
Az Apollo–10 volt az Apollo-program második Holdat elérő küldetése. A legénység (Thomas Stafford parancsnok, John Young parancsnokimodul-pilóta és Eugene Cernan holdkomppilóta) 8 napos küldetésben kipróbálta az Apollo-holdkompot. Stafford és Cernan a kompban 15 kilométerre közelítette meg a Hold felszínét.

### Apollo-ASTP
A Szojuz–Apollo-program a világ első nemzetközi kísérleti űrállomása volt, amikor az Apollo-ASTP (más jelöléssel: Apollo-18) összekapcsolódott a szovjet Szojuz-19 űrhajóval 1975. júliusában. Az amerikai legénység parancsnoka Thomas Stafford, a parancsnoki modul pilótája Vance Brand, a dokkolómodul pilótája pedig Donald Slayton.
Stafford 1979-ben szerelt le a NASA űrhajóskötelékéből és a légierőtől. Szülővárosának, Weatherfordnak repülőtere az ő nevét viseli.